# Смертельное видение (фильм)
«Смертельное видение» (Фатальное видение; англ. Fatal Vision) — мини-сериал. Основан на реальных событиях. Премия «Эмми».
По опубликованному в 1983 году роману «Смертельное видение» журналиста Джо Макгинниса.

## Сюжет
В 1970 году был обвинен и осуждён Джеффри Макдоналд — бывший капитан зелёных беретов, его обвинили в убийстве своей беременной жены и двух маленьких дочерей.

## В ролях
- Карл Молден — Фредди Кассаб
- Эва Мари Сейнт — Милдред Кассаб
- Гэри Коул — капитан Джеффри Макдональд
- Бэрри Ньюмэн — Берни Сигал
- Энди Гриффит — Виктор Ворхейд
- Джудит Барси — Кимберли Макдональд

## Съёмочная группа
- Режиссёр: Дэвид Грин
- Продюсер: Ричард Л. О`Коннор, Майк Розенфельд, Рэнди Т. Сигел
- Сценарист: Джон Гэй, Джо Макгиннисс
- Композитор: Джил Мелл
- Оператор: Стивен Ларнер